# リボルバー (2005年の映画)
『リボルバー』（原題：Revolver）は、2005年のイギリス・フランス映画。ジェイソン・ステイサム主演のクライム映画。
監督は『ロック、ストック&トゥー・スモーキング・バレルズ』のガイ・リッチー、製作を『トランスポーター』のリュック・ベッソンが行った。
スタッフロールは流れない。

## 概要
罪を着せられ投獄された凄腕ギャンブラーのジェイク・グリーンの運命が、まるで回転式拳銃リボルバーのように回り始める謎とバイオレンスに満ちたスタイリッシュ・サスペンス・アクション。哲学的な格言を使用し、ユダヤのカバラや数秘術を背景として、次から次へといろいろな解釈ができる映画として制作されている。
リボルバーは金融用語でもある。利用可能な金額内であれば、何度でも自由に借入でき、返済回数を決めずに一定額または利用残額に対する一定割合額を、一定の間隔ごとに返済する方式revolving creditという意味もある。

## 格言
- 最大の敵は思いがけぬ場所に隠れている。 - J・シーザー（紀元前75年）
- 上達する唯一の方法は強敵との勝負 - 『チェスの基本』（1883年）
- 投資した金を守れ - 『銀行家の心得』（1775年）
- 戦争回避は敵を利するのみ - マキャヴェッリ（1502年）

## ストーリー
ギャンブラーのジェイク・グリーンは冷酷卑劣なカジノ王のマカの陰謀で7年間投獄されたが、刑務所の中であらゆるペテンの技術を学んで出所してきた。出所したジェイクはマカのカジノで大金を巻き上げることに成功するが、逆上したマカは殺し屋のソーターを雇ってジェイクを殺そうとする。ジェイクがソーターに襲われたそのとき、謎の男2人組が現れる。

## キャスト
| 役名               | 俳優                         | 日本語吹替 |
| ------------------ | ---------------------------- | ---------- |
| ジェイク・グリーン | ジェイソン・ステイサム       | 山路和弘   |
| ドロシー・マカ     | レイ・リオッタ               | 谷口節     |
| ザック             | ヴィンセント・パストーレ     | 五王四郎   |
| アヴィ             | アンドレ・ベンジャミン       | 三宅健太   |
| ソーター           | マーク・ストロング           | 内田聡明   |
| ポール             | テレンス・メイナード         |            |
| リリー・ウォーカー | フランチェスカ・アニス       |            |
| ビリー             | アンドリュー・ハワード       |            |
| ドリーン           | アンジェラ・ローレン・スミス |            |
| ジョン卿           | トム・ウー                   |            |
| フレッド           | 伊川東吾                     |            |

## スタッフ
- 監督：ガイ・リッチー
- 製作：リュック・ベッソン、ヴィルジニー・シラ
- 共同製作：ピエール・スペングラー
- 製作総指揮：スティーヴ・クリスチャン
- 脚本：ガイ・リッチー、リュック・ベッソン
- 撮影：ティム・モーリス＝ジョーンズ
- プロダクションデザイン：イヴ・スチュワート
- 衣装デザイン：ヴェリティ・ホークス
- 編集：ジェームズ・ハーバート、イアン・ディファー、ローメッシュ・アラウィヘア
- 音楽：ナサニエル・メカリー
- 録音：サイモン・ヘイズ
- キャスティング：ミンディ・マリン、ゲイル・スティーヴンス
- ヘア･デザイン：カースティン・チャルマーズ
- ライン・プロデューサー：スティーヴ・クラーク＝ホール
- カメラ・オペレーター：ピーター・ウィグノール
- メイク：カースティン・チャルマーズ
- サウンド･エディター：フレデリック・デュボア、フランソワ・ファヤル
- ミキサー：ヴィセント・アーナーディ
- 日本語字幕：松浦美奈